# Hyles paralias
Hyles paralias är en fjärilsart som beskrevs av Napoleon Manuel Kheil 1912. Hyles paralias ingår i släktet Hyles och familjen svärmare. Inga underarter finns listade i Catalogue of Life.